# Кравково (Пензенская область)
 Кравково  — село Никольского района Пензенской области. Входит в состав Ночкинского сельсовета.

## География
Находится в северо-восточной части Пензенской области на расстоянии приблизительно 18 км на север по прямой от районного центра города Никольск.

## История
Упоминается в 1688 году как имение стольника Ивана Алексеевича Кровкова. В 1748 году — село Ильинское, Кравково тож, того же стана и уезда, принадлежало 3 помещикам, всего 191 ревизская душа. Перед отменой крепостного права село показано за Владимиром Николаевичем Араповым, 247 ревизских душ. В 1879 году построена деревянная Троицкая церковь. В 1894 году работала церковноприходская школа. В 1911 году — село Кравково, Коробково тож, 120 дворов, церковь, церковноприходская школа, водяная мельница, 2 кузницы и лавка. В 1955 году — колхоз «Трудовой путь». В 2004 году- 159 хозяйств.

## Население
237 человек (1864 год), 553 (1877), 615 (1897), 686 (1911), 828 (1926), 873 (1930), 844 (1959), 545 (1970), 520 (1979), 378 (1989), 314 (1996). Население составляло 296 человек (русские 98 %) в 2002 году, 238 в 2010.